# Artur Drozdov
Pour les articles homonymes, voir Drozdov.
Artur Drozdov (en russe et en ukrainien : Артур Дроздов) est un joueur professionnel ukrainien de basket-ball né le 23 octobre 1980 à Iakoutsk, en Russie soviétique. Il mesure 1,99 m et évolue au poste d'ailier.
Drozdov joue entre 2000 et 2006 à l'Élan béarnais Pau-Orthez. Il remporte le titre de champion de France avec l'Élan en 2000-2001, 2002-2003 et 2003-2004. Il remporte aussi la Semaine des As 2003.
Drozdov rejoint en 2006 le BK Kiev et remporte la coupe d'Ukraine en 2007. Le BK Kiev est finaliste des playoffs du championnat d'Ukraine en 2007 et 2008. En 2009, il part jouer au BC Donetsk, puis en 2010 au BK Boudivelnik. Il rejoint rapidement le Vanoli Braga Cremona, club de la ville italienne de Crémone, qui évolue en Serie A. Puis Drozdov retourne en Ukraine pour la saison 2011-2012, jouer à l'Azovmach Marioupol qui participe à la VTB United League. L'équipe est éliminée à l'issue de la saison régulière.
Artur Drozdov est un joueur international ukrainien et est le capitaine de l'équipe nationale.
En août 2012, il quitte Azovmach Marioupol pour rejoindre le BK Boudivelnyk Kiev. Le club remporte le championnat ukrainien et Drozdov renouvelle son contrat pour un an,.
En octobre 2014, Drozdov retourne à Pau où il signe un contrat d'un an avec l'Élan béarnais Pau-Lacq-Orthez. Il joue 8 matches et quitte le club fin décembre.
En octobre 2015, Drozdov signe un contrat avec le Dynamo Kiev qui évolue en Superligue d'Ukraine, la première division,.
En octobre 2016, il rejoint le BK Boudivelnyk.